# María de las Mercedes Barbudo
María de las Mercedes Barbudo (1773 — 17 de fevereiro de 1849) foi uma ativista política porto-riquenha, a primeira mulher Independentista da ilha, e a "Lutadora da Liberdade". Na época, o movimento de independência de Porto Rico tinha laços com os rebeldes venezuelanos liderados por Simón Bolívar.

## Primeiros anos
María (nome de nascimento: María de las Mercedes Barbudo y Coronado) foi uma entre quatro irmãos nascidos em San Juan, a capital de Porto Rico, de um pai espanhol, Domingo Barbudo, e de mãe porto-riquenha, Belén Coronado. Enquanto seu pai era oficial do exército espanhol, ela pôde ser educada e aprender a ler. Na época, as únicas pessoas que tinham acesso às bibliotecas e podiam comprar livros eram funcionários do governo espanhol ou ricos proprietários de terra. Os pobres dependiam de história oral, no que é tradicionalmente conhecida em Porto Rico como Coplas e Decimas. Bem-educada, Barbudo se interessou por política e por ativismo social.

## Ativista política
Quando jovem, María fundou uma loja de artigos de costura em San Juan, especializada na venda de botões, linhas e roupas, mas acabou sendo bem-sucedida emprestando dinheiro a juros. Ela fez transações comerciais com Joaquín Power y Morgan, um imigrante que chegou a Porto Rico como representante da Compañía de Asiento de Negros, que regulava o tráfico de escravos na ilha.
María frequentou círculos de gente importante, como o capitão Ramón Power y Giralt (filho de Joaquín),o bispo Juan Alejo de Arizmendi e o artista José Campeche. Ela tinha uma mente liberal e, como tal, muitas vezes promoveu reuniões com intelectuais em sua casa, nas quais discutiam a situação política e socioeconômica de Porto Rico e do Império espanhol em geral, e propunham soluções para melhorar o bem-estar das pessoas.
Simón Bolívar e o general de brigada Antonio Valero de Bernabé, conhecido como "O Libertador de Porto Rico", sonharam unificar a América Latina, incluindo Porto Rico e Cuba. María se inspirou em Bolívar e apoiou a ideia de independência da ilha, pois ficara sabendo que Bolívar esperava criar uma federação americana entre todas as repúblicas recém-independentes da América Latina. Ela também queria promover os direitos individuais. Fez amizades e escreveu com muitos revolucionários venezuelanos, entre eles José María Rojas, com quem se correspondeu com regularidade. Também recebia revistas e periódicos da Venezuela que condiziam com os ideais de Bolívar.

## Detida sem fiança ou julgamento

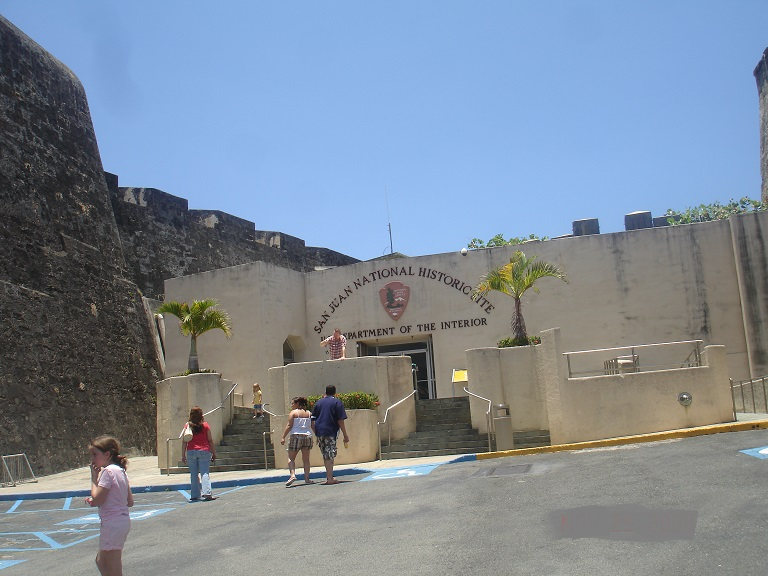
Sítio Histórico Nacional de San Juan "Castillo San Cristóbal"

As autoridades espanholas em Porto Rico sob o governador Miguel de la Torre, suspeitavam da correspondência entre Barbudo e facções rebeldes revolucionários venezuelanos. Os agentes secretos do governo espanhol interceptaram seu correio, entregando as informações ao governador De la Torre. Ele ordenou uma investigação e confiscou sua correspondência. O governo acreditava que a correspondência servia como propaganda dos ideais bolivianos e que também serviria para motivar os porto-riquenhos a buscar sua independência.
O governador Miguel de la Torre ordenou a prisão de Barbudo sob a acusação de que ela planejava derrubar o governo espanhol em Porto Rico. Como a ilha não tinha prisão feminina, ela foi mantida sem direito a fiança no Castillo (Fort) de San Cristóbal. Entre as evidências que as autoridades espanholas apresentaram contra ela era uma carta datada de 1 de outubro de 1824, de Rojas, na qual ele disse a ela que os rebeldes venezuelanos tinham perdido seu principal contato com o movimento porto-riquenho de independência na ilha dinamarquesa de Saint Thomas e, portanto, a comunicação secreta que existiu entre os rebeldes venezuelanos e os líderes dos movimentos pela independência de Porto Rico estava em perigo de ser descoberta.
Em 22 de outubro de 1824, Barbudo foi levada a uma audiência perante um magistrado. O governo apresentou como prova contra ela, várias cartas que incluíam cinco cartas de Rojas, duas edições do jornal El Observador Caraqueño; duas cópias do jornal El Cometa, e uma cópia de cada um dos jornais El Constitucional Caraqueño e El Colombiano, que simpatizavam com os ideais de Bolívar. Quando perguntada se ela reconhecia a correspondência, respondeu afirmativamente e se recusou a responder a mais nenhuma pergunta. O governo também apresentou como prova vários panfletos de propaganda anti-monarquia a ser distribuído em toda a ilha. Barbudo foi declarada culpada.

## Exílio e fuga a Venezuela
O governador De la Torre consultou o promotor Francisco Marcos Santaella sobre o que deve ser feito com Barbudo. Santaella sugeriu que ela seja exilada de Porto Rico a Cuba. Em 23 de outubro de 1824, De la Torre ordenou que Barbudo seja mantida sob prisão domiciliar no Castillo de San Cristóbal sob a custódia do Capitão Pedro de Loyzaga. No dia seguinte, Barbudo escreveu ao governador, pedindo permissão para organizar suas finanças e suas obrigações pessoas antes de ser exilada a Cuba. O governador negou seu pedido e, em 28 de outubro, foi colocada a bordo do navio El Marinero.
Em Cuba, foi levada a uma instituição, onde na qual as mulheres acusadas de diversos crimes estavam alojadas. Com a ajuda das facções revolucionárias, Barbudo escapou e foi a ilha de São Tomás. Finalmente chegou em La Guaira, na Venezuela, onde seu amigo José María Rojas a conheceu. Foram a Caracas, onde conheceu Bolívar. Barbudo estabelece uma estreita relação com os membros do gabinete de Bolívar, que incluía José María Vargas. Mais tarde, ele foi eleito como a quarto presidente da Venezuela. Barbudo trabalhou em estreita colaboração com o gabinete.

## Legado e honras
Barbudo nunca se casou nem teve filhos e não retornou a Porto Rico. Morreu no dia 17 de fevereiro de 1849. Foi sepultada na Catedral de Caracas ao lado de Simon Bolívar, uma honra reservada geralmente apenas a hierarquia da igreja e as pessoas muita ricas.
Em 1996, um documentário foi feito a respeito dela, intitulado Camino sin retorno, el destierro de María de las Mercedes Barbudo. (Estrada sem volta, o exílio de María de las Mercedes Barbudo). Foi produzido e dirigido por Sonia Fritz.